# Vanilina
Vanilina é um aldeído fenólico, um composto orgânico com a fórmula molecular C8H8O3 ou (CH3O)(OH)C6H3CHO (3-metoxi-4-hidroxibenzaldeído). Seus grupos funcionais incluem aldeído, éter e fenol. É uma das substâncias olorosas mais apreciadas para criar aromas artificiais. É um composto cristalino de cor branca solúvel em clorofórmio e éter.
É o principal componente do extrato da semente de baunilha. Vanilina sintética, ao invés de extrato de baunilha natural, às vezes é usada como um agente aromatizante em alimentos, bebidas e produtos farmacêuticos, sendo uma das substâncias olorosas mais apreciadas para este fim.
Vanilina assim como a etilvanilina são utilizadas pela indústria alimentar. A variedade destilada é mais cara, mas tem uma nota mais fraca. Ela difere da vanilina por ter um grupo etóxico (–O–CH2CH3) no lugar do grupo metóxico (–O–CH3).